# Cantonul Campan
Cantonul Campan este un canton din arondismentul Bagnères-de-Bigorre, departamentul Hautes-Pyrénées, regiunea Midi-Pyrénées, Franța.

## Comune
- Asté
- Beaudéan
- Campan (reședință)
- Gerde